# Diecezja Digos
Diecezja Digos – diecezja rzymskokatolicka na Filipinach. Powstała w 1979 z terenu archidiecezji Davao.

## Lista biskupów
- Generoso C. Camiña † (1979–2003)
- Guillermo Afable (od 2003)